# Giorgio Scianna
Giorgio Scianna (Pavia, 7 giugno 1964) è uno scrittore italiano.

## Biografia
È nato nel 1964 a Pavia, dove continua a vivere, lavorando a Milano. Nel 1997 ha scritto il racconto il jukebox, inserito nell'antologia Anticorpi edita da Einaudi.
Ha pubblicato il suo primo romanzo nel 2007, intitolato Fai di te la notte e pubblicato da Einaudi nella collana I Coralli. Questo libro è stato premiato con il Premio Comisso..
Sempre con la casa editrice Einaudi, nel 2010, ha pubblicato il romanzo Diciotto secondi prima dell'alba. 
Nel luglio 2011 ha debuttato al festival Inquilibrio di Castiglioncello lo spettacolo tratto dal suo testo teatrale La palestra. Lo spettacolo è stato prodotto dalla Compagnia Veronica Cruciani, in coproduzione con Armunia ed in collaborazione con il Teatro di Roma.
Nel settembre 2011, ha pubblicato il saggio Narrativa italiana oggi: istantanee e confini ("Io scrivo" - RCS - Corriere della Sera)
Ha collaborato per anni con la rivista Linus con la rubrica Il luogo del delitto, dedicata, tra l'altro, al rapporto tra le storie e i luoghi.
Nell'aprile del 2014 pubblica, sempre per Einaudi, il suo terzo romanzo Qualcosa c'inventeremo.
Nel 2017 pubblica, sempre per Einaudi, il romanzo La regola dei pesci (vincitore del Premio Internazionale di Letteratura Città di Como).
Nell'aprile 2019 pubblica Cose più grandi di noi (Einaudi), vincitore del premio Grazia Deledda.
Nell'agosto 2019 il festival di Radicondoli ha realizzato la lettura scenica della sua nuova pièce teatrale Ersatz con reading a cura di Ivan Alovisio.
Le api non vedono il rosso esce per Einaudi nel 2021.

## Filmografia
- Educazione fisica, regia di Stefano Cipani (2022)